# الوبيط (ذي السفال)

تعديل مصدري - تعديل

الوبيط محلة تابعة لقرية الفودعية، التابعة لعزلة حبير بمديرية ذي السفال إحدى مديريات محافظة إب في الجمهورية اليمنية، بلغ تعداد سكانها 163 حسب تعداد اليمن لعام 2004.